# 源五郎丸洋
源五郎丸 洋（げんごろうまる ひろし、1964年1月15日 - ）は、佐賀県出身の元プロ野球選手（投手）。

## 来歴・人物
東京都江東区生まれ。1978年5月、父の転勤で佐賀県に転居する。大分県立日田林工高等学校では2年生の時、1980年秋季九州大会で準々決勝に進むが、築上中部高に敗退。翌1981年春季九州大会では決勝で興南高を完封し優勝を飾っている。興南高のエースは竹下浩二であったがこの試合には登板しなかった。同年夏は県予選で敗れ甲子園には出場できなかったが、右の本格派として知られた。
1981年のドラフトで阪神タイガースは電電九州の右田一彦投手を1位指名するが、抽選で右田は横浜大洋ホエールズに交渉権を獲得され、外れ1位として指名された。1位指名であったため、セレクションを受けていた早稲田大学へ進学せずに、入団した。美しいフォームで入団当初は「村山実2世」と呼ばれ、将来を嘱望された。
1982年のキャンプ打ち上げ後の紅白戦で実戦登板し、掛布雅之らを抑える好投を見せるが、翌日のベースランニング中に右大腿二頭筋断裂で全治2カ月の重傷を負う。この日の源五郎丸は卒業式出席のために帰省中であったが、有料の紅白戦が行われることになったために急遽、呼び出された上で起きた悲劇であった。その後は結局一軍に一度も上がることなく、1986年に現役引退した。
成長期に体に負担がかかるフォームであったことが原因だったとも言われているが、阪神OBの評論家・江本孟紀は「体も出来あがっていないのに、有料紅白戦の客寄せパンダに使って、新しい逸材を壊してしまった」「無理させず基礎トレーニングを積ませておけば良かった」と当時の阪神首脳陣を批判している。球速は速かったらしく、掛布がある番組で「ケガさえなければ間違いなく活躍していた選手だった」と発言している。
引退後、当時妻の実家があった滋賀県で「源五郎丸スポーツ&薬局」を開店したが、その後は自身の実家がある姫路市で父の造園業を継ぎ、少年野球の指導を続けながら「スポーツプランニング源」を立ち上げた。

### 「GENGOROMARU」
入団後は「源五郎丸」の名字にも注目が集まり、GENGOROMARUと11文字にも及ぶローマ字がユニフォームに正しく収まるかで議論が起こり、収まらない場合は最悪背番号を囲んで丸く書くか、上下2段にすることも考えられたらしい（実際は問題なく収まった）。
入団当初はNPBの選手の中でもっとも長いユニフォームの英名であったが、1999年には中野渡進のNAKANOWATARIの12文字が最長となる（2002年に堤内健のTSUTSUMIUCHIも12文字で並ぶ）。現在は2007年にロッテに入団した下敷領悠太のSHIMOSHIKIRYOが13文字で最長となっている。

## 詳細情報

### 年度別投手成績
- 一軍公式戦出場なし

### 背番号
- 17 （1982年 - 1986年）[7]